# Copa gabonesa de futbol
La copa gabonesa de futbol (Coupe du Gabon Interclubs) és la màxima competició futbolística per eliminatòries de Gabon i segona en importància del país.

## Historial
Font:
Coupe du Gabon
Aquesta competició es disputà fins a l'any 1982, en que fou substituïda per la Copa de la Independència de Gabon (Coupe de l'Indépendance). Era disputada per seleccions provincials o clubs representant la seva província.
| Temporada | Campió                 | Resultat           | Finalista            |
| --------- | ---------------------- | ------------------ | -------------------- |
| 1961-63   | desconegut             | desconegut         | desconegut           |
| 1964      | AS Mangasport (1)      |                    |                      |
| 1965-72   | desconegut             | desconegut         | desconegut           |
| 1973      | Estuaire (1)           |                    |                      |
| 1974      | Estuaire (2)           | 3-0                | Forces de Sécurité   |
| 1975      | Estuaire (3)           | 3-2 (prò.)         | AS Stade Mandji      |
| 1976      | Estuaire (4)           | 1-1 (prò.) (4-3 p) | Munadji 76 Tchibanga |
| 1977      | Vantour Mangoungou (1) | 1-0 (prò.)         | AS Comaco            |
| 1978      | AS Stade Mandji (1)    | 2-0                | Espoirs du Komo      |
| 1979      | AS Stade Mandji (2)    | 2-1                | Espoirs du Komo      |
| 1980      | Estuaire (5)           | 1-0                | Woleu-Ntem           |
| 1981      | Estuaire (6)           | 3-1                | Haut-Ogooué          |
| 1982      | Estuaire (7)           | 6-0                | Woleu-Ntem           |

Coupe du Gabon Interclubs
| Temporada | Campió                              | Resultat           | Finalista         |
| --------- | ----------------------------------- | ------------------ | ----------------- |
| 1984      | ASMO/FC 105 (1)                     | 2-1                | AS Sogara         |
| 1985      | AS Sogara (1)                       | 3-0                | ASMO/FC 105       |
| 1986      | ASMO/FC 105 (2)                     | 1-0                | USM Libreville    |
| 1987      | USM Libreville (1)                  | 1-0                | Shell FC          |
| 1988      | Vantour Mangoungou (2)              | 1-0                | Shell FC          |
| 1989      | Petrosport FC (1)                   | 2-2 (prò.) (5-4 p) | JAC Port-Gentil   |
| 1990      | Shell FC (1)                        | 3-1                | AS Sogara         |
| 1991      | USM Libreville (2)                  | 1-0                | Shell FC          |
| 1992      | Delta Sports (1)                    | 4-0                | ASMO/FC 105       |
| 1993      | Mbilinga FC (2)                     | 2-1 (prò.)         | Delta Sports      |
| 1994      | AS Mangasport (2)                   | 4-3                | Petrosport        |
| 1995      | no es disputà                       | no es disputà      | no es disputà     |
| 1996      | no es disputà                       | no es disputà      | no es disputà     |
| 1997      | no es disputà                       | no es disputà      | no es disputà     |
| 1998      | Mbilinga FC (3)                     | 3-0                | Wongosport        |
| 1999      | US Bitam (1)                        | 2-1                | Aigles Verts      |
| 2000      | no es disputà                       | no es disputà      | no es disputà     |
| 2001      | AS Mangasport (3)                   | 1-0                | TP Akwembé        |
| 2002      | USM Libreville (3)                  | 1-1 (prò.) (4-2 p) | JS Libreville     |
| 2003      | US Bitam (2)                        | 1-1 (prò.) (4-3 p) | USM Libreville    |
| 2004      | FC 105 Libreville (3)               | 3-2                | AS Mangasport     |
| 2005      | AS Mangasport (4)                   | 2-0                | Sogéa FC          |
| 2006      | Delta Téléstar Gabon Télécom FC (2) | 3-2                | FC 105 Libreville |
| 2007      | AS Mangasport (5)                   | 1-0                | Sogéa FC          |
| 2008      | USM Libreville (4)                  | 2-1                | AS Mangasport     |
| 2009      | FC 105 Libreville (4)               | 2-1 (prò.)         | Sogéa FC          |
| 2010      | US Bitam (3)                        | 2-1                | Missile FC        |
| 2011      | AS Mangasport (6)                   | 1-0                | AS Pélican        |
| 2012      | no es disputà                       | no es disputà      | no es disputà     |
| 2013      | CF Mounana (1)                      | 2-0                | US Bitam          |
| 2014      | no es disputà                       | no es disputà      | no es disputà     |
| 2015      | CF Mounana (2)                      | 2-1                | AFJ Libreville    |
| 2016      | CF Mounana (3)                      | 3-0                | Akanda FC         |
| 2017-18   | no es disputà                       | no es disputà      | no es disputà     |

Coupe de la Ligue
| Temporada | Campió            | Resultat      | Finalista     |
| --------- | ----------------- | ------------- | ------------- |
| 2019      | AS Mangasport (7) | 2-0           | Lozo Sport FC |
| 2020      | no es disputà     | no es disputà | no es disputà |

1. ↑  AS Mangasport representava la província d'Haut-Ogooué.
2. 1 2 3  AS Stade Mandji representava la província d'Ogooué-Maritime.
3. ↑  Munadji 76 representava la província de  Nyanga.
4. ↑  Vantour Mangoungou representava la província d'Estuaire.
5. ↑  AS Comaco representava la província d'Ogooué-Maritime.
6. 1 2  Espoirs du Komo representava la província d'Estuaire.
7. ↑  El club de l'exèrcit FC 105 fou conegut temporalment com a ASMO (AS Militaire Omnisports).
8. ↑  Mbilinga era l'equip de la Shell Oil Company i fou conegut com a Shell FC fins 1992.
9. ↑  Mbilinga FC es classificà per la Recopa africana com a segon de la lliga.
10. ↑  ASMO/FC 105 es classificà per la Recopa africana com a segon de la lliga.
11. ↑  Mbilinga FC es classificà per la Recopa africana com a segon de la lliga.
12. ↑  AO Evizo es classificà per la Recopa africana com a segon de la lliga.